# アステリックスとオベリックス: 史上最大のバトル
『アステリックスとオベリックス: 史上最大のバトル』（原題: Astérix & Obélix : Le Combat des Chefs）は、2025年4月30日にNetflixで配信されたWebアニメ。

## 登場人物
アステリックス
声 - アラン・シャバ、日本語版 - 斉藤隼一
オベリックス
声 - ジル・ルルーシュ、日本語版 - 吉柳太士郎
メタデータ
声 - アナイス・ドゥムースティエ、日本語版 - 織江珠生
ユリウス・カエサル
声 - ロラン・ラフィット、日本語版 - 広瀬竜一
パノラミックス
声 - ティエリー・レルミット、日本語版 - 相樂真太郎
ボネミーヌ
声 - ジェラルディン・ナカシュ、日本語版 - くわばらあきら
ポタス
声 - ジャン=パスカル・ザディ、日本語版 - 中西正樹
アブララクルシックス
声 - グレゴワール・リュディグ、日本語版 - 烏田裕志
オルドラルファベティクス
声 - アレクサンドル・アスティエ、日本語版 - 大久保多聞
ビバス
声 - デビッド・マルセイス、日本語版 - TBA
マザー・シーザー
声 - ジェローム・コマンダー、日本語版 - TBA
ワイルド・スピード
声 - フレッド・テスト、日本語版 - 村上裕哉
秘薬花
声 - ジャンヌ・バリバール、日本語版 - 夏見涼子
アプラス・ベガ吉
声 - グレゴリー・ガドゥボワ、日本語版 - 秋葉恭平

## 各話リスト
| 話数 | サブタイトル | 原題        |
| ---- | ------------ | ----------- |
| 1    | 第1話        | Épisode I   |
| 2    | 第2話        | Épisode II  |
| 3    | 第3話        | Épisode III |
| 4    | 第4話        | Épisode IV  |
| 5    | 第5話        | Épisode V   |